# Prosoplus marmoratus
Prosoplus marmoratus är en skalbaggsart som beskrevs av Stefan von Breuning 1938. Prosoplus marmoratus ingår i släktet Prosoplus och familjen långhorningar. Inga underarter finns listade i Catalogue of Life.